# Jesu Brødre
Jesu Brødre er en dansk rapper/producer-duo, der består af Georg Bundgaard Svendsen (Geo) og William Kruse (Wilf). Duoen har lavet musik siden 2015, og gik først viralt med hittet "KranAlarm", der dog også vakte en del kritik for dens seksuelle indhold.
Jesu Brødre beskriver deres egen musik som “skrald”, og de mener ikke selv, at de har nogen kompetencer, når det kommer til at lave musik. Trods det skrev de i efteråret 2016 en pladekontrakt med Universal ved deres underselskab Hurricane Records. Kontrakten udløb i 2019, og duoen laver nu musik uafhængigt, samtidig med at de har startet deres egen YouTube-kanal.
I 2019 medvirkede de på sangen "Vafler" med Albert Dyrlund og Sidney Lee, mens de i 2020 lavede sangen "Nytår Igen", der var sponsoreret af Sikkerhedsstyrelsen, sammen med Niels Olsen, Lina Rafn, Shambs, og Klam Vandmand.

## Diskografi
- "KranAlarm" (feat. ADHD)
- "SPK"
- "I Nat"
- "Roskilde Sangen" (feat. Anders Hemmingsen)
- "LALALA (Sut Min Pik)"
- "Vafler" (Albert Dyrlund feat. Sidney Lee)
- "Trampertøsen"
- "Nytår Igen" (feat. Niels Olsen, Lina Rafn, Shambs, Klam Vandmand)
- "Fraggers i Form"
- "Stem eller DØ" (feat. Bubber)